# Théorème de Lax-Wendroff
En analyse numérique, le théorème de Lax-Wendroff (en) prévoit que, pour résoudre un problème aux dérivées partielles basé sur une loi de conservation, un schéma numérique qui est à la fois conservatif, consistant et convergent (lorsque l'on raffine les pas de temps et d'espace, i.e. lorsque {\displaystyle \Delta t\rightarrow 0} et {\displaystyle \Delta x\rightarrow 0}), alors la solution numérique converge vers une solution faible des équations.